# Scotland Yard (brætspil)
 For alternative betydninger, se Scotland Yard (flertydig). (Se også artikler, som begynder med Scotland Yard)
Scotland Yard er et brætspil, der foregår på et kort over det centrale London. Det udgives af Ravensburger.
| Spil | Spire Denne artikel om spil eller lege er en spire som bør udbygges. Du er velkommen til at hjælpe Wikipedia ved at udvide den. |